# VF-13
Il Fighter Squadron 13 o VF-13 fu un'unità dell'aviazione della Marina degli Stati Uniti. Istituito il 2 novembre 1943, fu sciolto il 20 ottobre 1945. Fu il primo squadrone della Marina degli Stati Uniti ad essere designato come VF-13.

## Storia
Il VF-13 equipaggiato con l'F6F-5 Hellcat faceva parte del Carrier Air Group 13 (CVG-13) assegnato alla USS Franklin. Nel giugno 1944 il Franklin si schierò a Pearl Harbor. Il 24 ottobre durante la battaglia del Golfo di Leyte, il CVG-13 ha partecipato all'affondamento della corazzata giapponese Musashi. All'inizio di novembre 1944 in seguito ai danni a Franklin in un attacco Kamikaze, il CVG-13 fu temporaneamente atterrato sull'isola di Manus prima di imbarcarsi nuovamente su Franklin mentre procedeva a Puget Sound per le riparazioni. Nel dicembre 1944 il CVG-13 si stava riformando presso la Naval Air Station Alameda, e successivamente venne addestrato alla Naval Air Station Fallon e alla Naval Air Station Livermore. All'inizio di agosto 1945 il CVG-13 fu assegnato alla USS Bunker Hill, ma la guerra nel Pacifico terminò prima che potessero schierarsi.